# Diego Ramírez de Guzmán (obispo de Oviedo)
Diego II, Ramírez de Guzmán (¿? - ¿?) fue obispo de Oviedo desde el año 1412 hasta 1441 y era pariente de sangre de «los Guzmanes». Durante su obispado destacó en tres aspectos: en la restauración de los templos, en el esplendor en el culto y en su empeño por defender las libertades de sus fieles y de su iglesia.
Realizó importantes obras en la Catedral,  pues empezó el retablo de la «capilla mayor», hizo dos capillas más a ambos lados de esta, se instalaron dos órganos y el reloj principal, regaló a su iglesia su valiosa colección particular de libros y negoció favorablemente algunos litigios antiguos que la iglesia tenía con el Ayuntamiento. Terminó las obras del claustro de la Catedral incluyendo el enlosado y comenzó el primer crucero de esta iglesia. Un hecho de gran importancia religiosa fue el que el Papa Eugenio IV concediese a la Archidiócesis de Oviedo el Jubileo de la Santa Cruz.
Durante su obispado se produjo el hecho histórico de que Pedro de Quiñones, merino mayor de Asturias, y su hermano Suero de Quiñones, el del Paso honroso, se levantasen en armas contra don Álvaro de Luna.

| Predecesor: Guillén I | Obispo de Oviedo 1412 - 1441 | Sucesor: García I |